# 格林鎮區 (愛荷華州愛荷華縣)
格林鎮區（英語：Greene Township）是位於美國愛荷華州愛荷華縣的一個行政鎮區。

## 地方資料
根據2010年美國人口普查的數據，格林鎮區的面積為97.80平方千米，當中陸地面積為97.73平方千米，而水域面積為0.07平方千米。當地共有人口522人，而人口密度為每平方千米5.34人。